# Amb prou feines
Hardly Working (en anglès: Hardly Working) és una pel·lícula humorística estatunidenca dirigida per Jerry Lewis el 1980.

## Argument
Bo Hooper, un clown, es troba a l'atur quan el circ on treballa de sobte tanca. Va a viure amb la seva germana, contra el parer del marit d'ella, Robert. Comença així doncs a fer una sèrie d'inversemblants feines, depenent d'una benzinera, dependent, barman, cuiner xinès, animador d'una discoteca, arrossegant desastres onsevulla. Finalment troba una feina com a carter que sembla fet per ell, fins que descobreix que el seu cap és també el pare de la seva filla. El pare detesta tots els carters per què l'exmarit de la seva filla era un d'ells, així intenta destruir la vida de Bo, però Bo aconsegueix  superar totes les dificultats, i té èxit no només en la feina, sinó també guanyant-se el respecte i la confiança del pare de la noia.

## Producció
Aquesta és la pel·lícula de la tornada de Lewis a les pantalles després de deu anys de parada després de la seva  pel·lícula del 1970 Which Way to the Front?. Mentrestant, va rodar The Day the Clown Cried, que, avui en dia, resta inèdita.
La pel·lícula comença amb un muntatge d'escenes tretes de precedents pel·lícules de Lewis, incloses El grum, El ventafocs, The Errand Boy, Who's Minding the Store?, i The Patsy . Hi ha també referències a altres obres de Lewis, com ara el truc de clown utilitzat per Lewis en la pel·lícula que va ser originàriament ideada pel seu llargmetratge del 1954 3 Ring Circus i reutilitzada en The Family Jewels del 1965.

## Repartiment
- Jerry Lewis
- Billy Barty
- Roger C. Carmel
- Steve Franken
- Buddy Lester
- Susan Oliver
- Leonard Stone